# Anass Zaroury
Anass Zaroury (en arabe : أنس الزروري), né le 7 novembre 2000 à Malines en Belgique, est un footballeur international marocain qui évolue au poste d'ailier gauche au Panathinaïkós, en prêt du RC Lens.
Formé au SV Zulte Waregem, il fait ses débuts professionnels à Lommel SK avant d'être transféré au Royal Charleroi SC. Il y dispute une saison avant de s'engager au Burnley FC sous Vincent Kompany.
Possédant la double nationalité belgo-marocaine, il passe sa jeunesse dans les catégories inférieures de l'équipe de Belgique, prend part aux qualifications de l'Euro espoirs 2023. Contacté par les sélectionneurs Roberto Martínez de Belgique et Walid Regragui du Maroc, il tranche définitivement en faveur de son pays d'origine en faisant ses débuts avec le Maroc en 2022, prenant part à la Coupe du monde 2022.

## Biographie

### Carrière en club

#### Naissance, débuts et formation (2000-2019)
Anass Zaroury naît et grandit à Malines (Région flamande) en Belgique néerlandophone au sein d'une famille marocaine originaire d'Oujda au nord-est du Maroc,. Allant à l'école néerlandophone, sa mère l'éduque en français et son père en arabe. Ce dernier lui inculque le football comme passion, avec comme club favori le Wydad Athletic Club. Grand fan du Real Madrid et de Ronaldinho, il commence le football dans le club amateur du SK Heffen (nl), dont l'effectif professionnel évolue en quatrième provinciale. Âgé de sept ans, Anass Zaroury a les cheveux longs et est le meilleur dribbleur de son équipe. Il déclare à la RTBF : « Le coach criait sur moi car je ne donnais pas la balle aux autres ».
Lorsqu'il a dix ans, il est transféré au KV Malines. Il y joue qu'une saison avant de quitter son domicile familial pour intégrer l'Académie JMG (en) à Tongerlo. Anass Zaroury combine football et école au sein de l'académie. Il déclare à propos des entraînements et de l'amélioration technique : « On a disputé nos premiers matches qu'à partir de 16 ans. Tout était centré sur la technique : On devait jongler 45 minutes avant chaque entraînement, avec les pieds, les genoux, les épaules, la tête. Quel bazar c’était ! Celui qui franchissait toutes les étapes gagnait le droit de mettre des chaussures ! Car sinon, on jouait pieds nus, pour développer notre toucher de balle. Mais en hiver, on avait les pieds gelés. On avait juste le droit de jouer avec des chaussettes. »,,. Il y joue deux saisons et rencontre Othman Boussaid et Ilias Chair, devenus tous les deux également footballeur professionnel.
En juillet 2014, Anass Zaroury s'engage dans l'académie du SV Zulte Waregem, club dans lequel il signe son premier contrat professionnel à l'âge de seize ans, disputant deux saisons en équipe réserve. Dans ce club, il côtoie le footballeur Koni De Winter. Faisant de remarquables prestations en équipe réserve, Anass Zaroury ne parvient pas à taper dans l'œil de l'entraîneur Francky Dury.

#### SK Lommel (2019-2021)
Le 1er juillet 2019, il signe son premier contrat professionnel au Lommel SK en deuxième division belge. Il hérite du no 70 et est entraîné par Stefán Gíslason.
Le 3 août 2019, il fait ses débuts professionnels face au KVC Westerlo en étant titularisé et remplacé à la 69e minute par Laurens Vermijl (nl) (défaite, 0-2). Le 24 août 2019, à l'occasion d'un match de Coupe de Belgique, il marque son premier but professionnel face au KSV Tamise (victoire, 4-0). En raison de la pandémie de Covid-19 en début de 2020, le championnat belge est suspendu.
Le 24 août 2020, Anass Zaroury dispute son premier match de la saison 2020-2021 face au RFC Seraing sous le nouvel entraîneur Liam Manning (nl) et inscrit son premier but en championnat à la 68e minute (défaite, 3-5). Quelques semaines plus tard, le 18 septembre 2020, il offre la victoire à son équipe en inscrivant l'unique but du match face au RWD Molenbeek au Stade Edmond Machtens, grâce à une passe décisive de Manfred Ugalde. Il enchaîne jusqu'à la trêve hivernale en inscrivant des buts face au KVC Westerlo (match nul, 1-1), au K Lierse SK (victoire, 1-3), au RWD Molenbeek (victoire, 4-0) et au Club Bruges B (victoire, 0-2). En deuxième partie de saison, Anass Zaroury devient rapidement l'élément clé de l'effectif de Lommel et inscrit une nouvelle fois un but face au RWD Molenbeek, le 17 avril 2021 à l'occasion de la 27e journée de championnat, grâce à une passe décisive de Marlos Moreno. Le Lommel SK termine la saison 2020-2021 à la troisième place du classement de la deuxième division belge derrière l'Union Saint-Gilloise et le RFC Seraing.

#### RSC Charleroi (2021-2022)
Le 1er juillet 2021, il s'engage pour deux saisons au RSC Charleroi pour un montant de 750 000 €. Anass Zaroury porte le no 70 et est entraîné par Edward Still (nl).
Le 24 juillet 2021, il dispute son premier match et livre une remarquable prestation face au KV Ostende en délivrant une passe décisive sur le premier but inscrit par Chris Bédia, avant de lui-même marquer son premier but (victoire, 0-3). Le 13 août 2021, il inscrit son deuxième but de la saison face au Royal Antwerp FC, grâce à une passe décisive de Shamar Nicholson (match nul, 1-1). Neuf jours plus tard, il enchaîne avec un nouveau but face au SV Zulte Waregem (match nul, 2-2). Ses prestations en début de saison font de lui la révélation du club. Le 4 février 2021, il offre la victoire à son équipe grâce à un but face au RFC Seraing (victoire, 1-0). Le 14 février 2022, il reçoit les compliments de son coéquipier Adem Zorgane dans la presse belge qui déclare : « Il y a beaucoup de joueurs qui étaient déjà bons, mais Zaroury est techniquement le plus fort. Et j'aime ces joueurs, qui peuvent dribbler, sont flexibles. Zaroury a tout ça ». Anass Zaroury termine la saison 2021-2022 à la sixième place du classement du championnat belge.
Le 23 juillet 2022, à l'occasion du premier match de la saison 2022-2023 en championnat, il est titularisé et inscrit son premier but de la saison à la 18e minute face au KAS Eupen grâce à une passe décisive d'Adem Zorgane (victoire, 3-1). Le 21 août 2022, il inscrit son deuxième but de la saison à la 89e minute en déplacement au SV Zulte Waregem sur une passe décisive de Ryota Morioka (victoire, 1-3).
Le 24 août 2022, un accord est trouvé entre le RSC Charleroi et le Burnley FC (club de Championship où l'entraîneur n'est autre que Vincent Kompany) pour un transfert de l'attaquant.

#### Burnley FC (2022-2024)
Le 30 août 2022, Anass Zaroury est officiellement transféré à Burnley FC pour quatre saisons. Le montant du transfert est estimé à un peu moins de 4 millions d'euros hors bonus. Il hérite du no 19 sous Vincent Kompany.
Le 15 octobre 2022, il délivre sa première passe décisive sur le deuxième but inscrit par Jay Rodriguez, avant d'inscrire lui même son premier but en Championship grâce à une passe décisive de Josh Brownhill face à Swansea City (victoire, 4-0). En fin de mois, il est également buteur face à Sunderland AFC (victoire, 2-4) et Reading FC (victoire, 2-1). Le 8 novembre 2022, à l'occasion de son premier match en Coupe de la Ligue anglaise, il offre la victoire à son équipe en inscrivant un doublé face à Crawley Town FC (victoire, 3-1). Cinq jours plus tard, il délivre une passe décisive sur le premier but et inscrit également un but en championnat face à Blackburn Rovers FC (victoire, 3-0). À la suite d'un début de saison remarquable, sa connexion sur le terrain avec Manuel Benson fait beaucoup de bruit dans les médias.
Le 18 mars 2023, il est éliminé en quarts de finale de la FA Cup après une lourde défaite de 6-0 face à Manchester City FC,. Le 7 avril 2023, il est officiellement promu en Premier League grâce à une victoire de 1-2 face à Middlesbrough FC, match dans lequel il est titularisé,,. L'objectif de la saison devient alors de remporter le titre du championnat, sachant qu'ils sont devancés de onze points par Sheffield United FC. Le 25 avril 2023, il est officiellement sacré champion de la deuxième division anglaise grâce à une victoire de 0-1 face à Blackburn Rovers FC,.
Le 4 août 2023, alors qu'il termine la pré-saison 2023-2024, il prolonge son contrat de deux saisons supplémentaire (jusqu'en 2028). Le 11 août, il dispute son premier match de la saison contre Manchester City FC et écope d'un carton rouge à la dernière minute du match (défaite, 0-3).

#### Prêt a Hull City (2024)
En manque de temps de jeu en Premier League, Zaroury est prêté le 1er février 2024 à Hull City jusqu'au terme de la saison. Il jouera douze matchs en Championship en y marquant deux buts.

#### RC Lens (depuis 2024)
Le 22 août 2024, Anass Zaroury est officiellement transféré au RC Lens pour un montant de 5 millions d'euros ainsi que 2 millions de bonus atteignables. Il hérite du numéro 38 et y signe un contrat courant jusqu'en 2028. 
Le 26 août, il délivre sa première passe décisive a Jhoanner Chávez lors de son premier match de Ligue 1 contre Brest.
Le 4 mai 2025, il inscrit son tout premier but avec la tunique artésienne lors de la 32e journée du championnat face à l'Olympique lyonnais. Après un une-deux avec Adrien Thomasson, Zaroury décoche une lourde frappe depuis les 30 mètres lyonnais venant se loger dans la lucarne de Lucas Perri. Via son but, les Lensois s'imposeront au Parc OL sur le score de 1-2. 

### En sélection
Possédant la nationalité belge et marocaine, le joueur a l'embarras du choix entre les deux sélections.

#### Parcours junior avec lesDiablotins(2015-2022)
En mars 2017, il fait son début international en étant titularisé en amical sous Thierry Siquet le 2 mars 2017 avec la Belgique -17 ans face au Japon -17 ans, inscrivant l'unique but belge sur une défaite de 1-4 à San Pedro Alcántara en Espagne. Lors de ce match, son coéquipier Arthur Theate est également titularisé. Durant le même mois, il prend part aux qualifications à l'Euro -17 ans figurant d'abord sur le banc face aux Pays-Bas -17 ans (défaite, 2-0) et l'Italie -17 ans (défaite, 1-0) avant de débuter sur le front de l'attaque aux côtés d'Othman Boussaid et Loïs Openda face à la Biélorussie -17 ans en disputant 62 minutes avant d'être remplacé par Cyril Ngonge (défaite, 1-2). La Belgique -17 ans ne parviendra pas à se qualifier à l'Euro -17 ans. En avril 2017, il reçoit une convocation du nouveau sélectionneur Bob Browaeys (nl) pour une double confrontation face à la Tchéquie -17 ans.

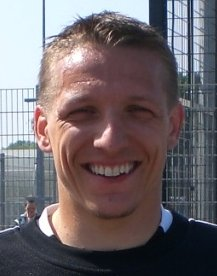
Zaroury est entraîné par Wesley Sonck (ici en 2007) avec la Belgique -18 ans.

En août 2017, il est sélectionné par Wesley Sonck avec la Belgique -18 ans pour trois matchs amicaux, héritant du no 20. Le 30 août 2017, il entre en jeu face au Chili -17 ans en remplaçant Théo Leoni au Stade de Beaublanc à Limoges. Le 1er septembre 2017, il est titularisé face à la France -18 ans de Lionel Rouxel dans lequel évolue Amine Adli ou encore Aurélien Tchouaméni. Avec Loïs Openda en pointe, la Belgique -18 ans parvient à marquer qu'un seul but (défaite, 4-1). Le 3 septembre 2017, il entre en jeu à la 79e minute pour remplacer Loïs Openda face à la Pologne -18 ans (match nul, 2-2).
En mars 2021, il est sélectionné pour la première fois par Jacky Mathijssen avec l'équipe de Belgique espoirs pour un match amical face au Standard de Liège. De nouveau sélectionné en août 2021 avec la Belgique espoirs, il est victime d'une entorse à la cheville en match amical face au Beerschot et est contraint de quitter le rassemblement. Le 8 octobre 2021, il dispute son premier match officiel avec la Belgique espoirs face au Kazakhstan espoirs en entrant en jeu à la 68e minute à la place d'Anouar Ait El Hadj dans le cadre des qualifications à l'Euro espoirs. La Belgique espoirs remporte ce match sur des buts inscrits par Loïs Openda et Yorbe Vertessen (victoire, 2-0). Quatre jours plus tard, il entre en jeu à la 61e minute en remplaçant Yerbe Vertessen face au Danemark espoirs (victoire, 1-0). Le 12 novembre 2021, il remplace Michel-Ange Balikwisha à la 76e minute dans un match victorieux face à la Turquie espoirs (victoire, 2-0). Le 29 mars 2022, sur le banc pendant 90 minutes face au Danemark espoirs, ses coéquipiers parviennent à créer l'exploit en se qualifiant à l'Euro espoirs 2023 grâce à un match nul de 1-1,,. En septembre 2022, il reçoit une convocation en équipe de Belgique espoirs pour deux matchs amicaux : face aux  Pays-Bas espoirs et la France espoirs. Le 23 septembre 2022, il entre en jeu sous le no 17 face aux Pays-Bas espoirs en remplaçant Aster Vranckx à la 70e minute. Le match est remporté par les Néerlandais grâce à un doublé de Brian Brobbey (défaite, 1-2). Trois jours plus tard, il est titularisé au Stade du Hainaut face à la France espoirs de Sylvain Ripoll et délivre une passe décisive sur le deuxième but belge inscrit par Yari Verschaeren (match nul, 2-2).

#### Entre la Belgique et le Maroc (2022)
En 2022, Anass Zaroury évolue avec la Belgique espoirs et toque à la porte d'une convocation en équipe de Belgique dans la sélection de Roberto Martínez. La Belgique, vieillissante et à la recherche d'une nouvelle aire pour l'après Coupe du monde 2022, pioche régulièrement en équipe de Belgique espoirs et convoque lors de chaque trêve internationale, de nouveaux éléments comme Arthur Theate, Loïs Openda, Yari Verschaeren ou encore Jérémy Doku, qui ont évolué avec Zaroury, afin d'assurer la succession des internationaux belges en fin de carrière.
Du côté du Maroc, Walid Regragui est désigné nouveau sélectionneur en août 2022 et doit préparer l'équipe du Maroc à la Coupe du monde 2022 en moins de quatre mois. Dans un contexte où le Maroc monte régulièrement dans le classement mondial de la FIFA, grâce aux belles prestations et un avenir radieux avec des joueurs évoluant au plus haut niveau, Anass Zaroury voit l'opportunité d'un choix de cœur et sportif à la fois avec notamment une participation à une Coupe du monde en novembre 2022.

#### Équipe du Maroc (depuis 2022)
En octobre 2022, Anass Zaroury figure dans la liste des 55 présélectionnés de Walid Regragui pour prendre part à la Coupe du monde 2022 avec le Maroc. Le 10 novembre 2022, le sélectionneur publie officiellement sa liste des 26 joueurs sélectionnés pour prendre part à la Coupe du monde 2022 au Qatar, avec l'absence de Zaroury.
Le 13 novembre 2022, à la suite d'une grave blessure survenue à Amine Harit lors de la dernière journée avant la trêve internationale pour la Coupe du monde 2022, il est déclaré forfait et libère une place parmi les 26 internationaux marocains. Walid Regragui pioche alors dans sa liste des 55 présélectionnés et envoie un coup de fil à Anass Zaroury pour remplacer Harit,. Cependant, de nombreux problèmes administratifs ont lieu au niveau du changement de nationalité sportive du joueur. Alors que le sélectionneur Roberto Martínez, contacte Zaroury à plusieurs reprises pour lui faire changer d'avis, la Fédération royale belge de football coopère activement avec la Fédération royale marocaine de football et transfère rapidement les documents nécessaires avant le début de la Coupe du monde 2022. Le 16 novembre 2022, à quelques jours de la publication de la liste de Jacky Mathijssen pour prendre part à l'Euro espoirs 2023 avec la Belgique espoirs, la FIFA donne le feu vert et Anass Zaroury est officiellement convoqué en équipe du Maroc, remplaçant Harit et héritant de son no 10,,,,,. Cette décision de Zaroury de représenter le Maroc au lieu de la Belgique suscite l'intérêt autour de Bilal El Khannouss qui s'est trouvé dans un cas similaire.
Le 17 novembre 2022, Anass Zaroury dispute son premier match international face à la Géorgie à Sharjah (Émirats arabes unis) en entrant en jeu à la 69e minute à la place de Hakim Ziyech dans le cadre d'un match amical comptant pour les préparations à la Coupe du monde 2022 (victoire, 3-0),. Lors des trois matchs de poule face à la Croatie (match nul, 0-0), la Belgique (victoire, 2-0) et le Canada (victoire, 2-1), il ne fait aucune entrée en jeu. Le Maroc est cependant qualifié en huitièmes de finale face à l'Espagne, qu'ils éliminent après une séance de penaltys (victoire aux tab, 3-0). Victorieux  également face au Portugal (1-0), le Maroc file en demi-finale, éliminé par la France (défaite, 2-0). Le 17 décembre 2022, Anass Zaroury entre pour la première fois en jeu dans un match officiel du Maroc à l'occasion du match de la troisième place face à la Croatie (défaite, 2-1). Le Maroc termine ainsi la compétition à la quatrième place derrière l'Argentine, la France et la Croatie.
Le 20 décembre 2022, à l'occasion de son retour du Qatar, il est invité avec ses coéquipiers au Palais royal de Rabat par le roi Mohammed VI, le prince Hassan III et Moulay Rachid pour être officiellement décoré Ordre du Trône, héritant du grade officier,,,.
Le 25 mars 2023, les Marocains font leur retour à domicile et sont accueillis par 65 000 supporters au Stade Ibn-Batouta de Tanger à l'occasion d'un match amical face au Brésil (victoire, 2-1),,. Zaroury dispute 90 minutes sur le banc. Cette victoire du Maroc entre dans l'histoire et l'équipe du Maroc devient la première équipe arabe de l'histoire à battre le Brésil. Ce match bat également une audience record au sein de la population marocaine locale avec au moins 10 millions de téléspectateurs,. Trois jours plus tard face au Pérou, il entre en jeu à la 62e minute en remplaçant Zakaria Aboukhlal avant que le match se termine sur un match nul au Stade Metropolitano de Madrid (0-0),.

## Style de jeu
Le style de jeu d'Anass Zaroury est basée sur la technique. Il tient ce point fort grâce à son passage dans l'Académie JMG (en) entraînée par Jean-Marc Guillou à Tongerlo. Il évolue principalement dans le poste d'ailier gauche, mais peut également évoluer dans le poste de milieu offensif.
Portant le no 70, Anass Zaroury référence ce chiffre en hommage à l'année de naissance de son père.

## Statistiques

### Statistiques détaillées
| Saison                | Club                  | Championnat           | Championnat | Championnat | Championnat | Coupe nationale | Coupe nationale | Coupe nationale | Coupe de la Ligue | Coupe de la Ligue | Coupe de la Ligue | Compétition(s) continentale(s) | Compétition(s) continentale(s) | Compétition(s) continentale(s) | Compétition(s) continentale(s) | Total | Total | Total |
| Saison                | Club                  | Division              | M.          | B.          | P.d.        | M.              | B.              | P.d.            | M.                | B.                | P.d.              | Comp.                          | M.                             | B.                             | P.d.                           | M.    | B.    | P.d.  |
| 2019-2020             | Lommel SK             | Proximus League       | 5           | 0           | 0           | 1               | 1               | 0               | -                 | -                 | -                 | -                              | -                              | -                              | -                              | 6     | 1     | 0     |
| 2020-2021             | Lommel SK             | Proximus League       | 25          | 7           | 4           | 2               | 0               | 0               | -                 | -                 | -                 | -                              | -                              | -                              | -                              | 27    | 7     | 4     |
| Sous-total            | Sous-total            | Sous-total            | 30          | 7           | 4           | 3               | 1               | 0               | -                 | -                 | -                 | -                              | -                              | -                              | -                              | 33    | 8     | 4     |
| 2021-2022             | RSC Charleroi         | Jupiler Pro League    | 38          | 5           | 1           | 1               | 0               | 0               | -                 | -                 | -                 | -                              | -                              | -                              | -                              | 39    | 5     | 1     |
| 2022-2023             | RSC Charleroi         | Jupiler Pro League    | 5           | 2           | 0           | -               | -               | -               | -                 | -                 | -                 | -                              | -                              | -                              | -                              | 5     | 2     | 0     |
| Sous-total            | Sous-total            | Sous-total            | 43          | 7           | 1           | 1               | 0               | 0               | -                 | -                 | -                 | -                              | -                              | -                              | -                              | 44    | 7     | 1     |
| 2022-2023             | Burnley FC            | Championship          | 34          | 6           | 6           | 4               | 2               | 0               | 1                 | 2                 | 0                 | -                              | -                              | -                              | -                              | 39    | 10    | 6     |
| 2023-2024             | Burnley FC            | Premier League        | 6           | 0           | 0           | 1               | 0               | 0               | 2                 | 0                 | 3                 | -                              | -                              | -                              | -                              | 9     | 0     | 3     |
| 2024-2025             | Burnley FC            | Championship          | 1           | 0           | 0           | -               | -               | -               | -                 | -                 | -                 | -                              | -                              | -                              | -                              | 1     | 0     | 0     |
| Sous-total            | Sous-total            | Sous-total            | 41          | 6           | 6           | 5               | 2               | 0               | 3                 | 2                 | 3                 | -                              | -                              | -                              | -                              | 49    | 10    | 9     |
| 2023-2024             | Hull City (prêt)      | Championship          | 12          | 2           | 0           | -               | -               | -               | -                 | -                 | -                 | -                              | -                              | -                              | -                              | 12    | 2     | 0     |
| 2024-2025             | RC Lens               | Ligue 1               | 28          | 2           | 3           | -               | -               | -               | -                 | -                 | -                 | -                              | -                              | -                              | -                              | 28    | 2     | 3     |
| 2025-2026             | Panathinaïkós (prêt)  | Super League          | 0           | 0           | 0           | -               | -               | -               | -                 | -                 | -                 | C3                             | 2                              | 0                              | 0                              | 2     | 0     | 0     |
| Total sur la carrière | Total sur la carrière | Total sur la carrière | 154         | 24          | 14          | 9               | 2               | 0               | 3                 | 2                 | 3                 | -                              | 2                              | 0                              | 0                              | 168   | 28    | 17    |

### En sélection nationale
| Saison                | Sélection             | Phases finales        | Phases finales | Phases finales | Phases finales | Éliminatoires | Éliminatoires | Éliminatoires | Matchs amicaux | Matchs amicaux | Matchs amicaux | Total | Total | Total |
| Saison                | Sélection             | Compétition           | M              | B              | Pd             | M             | B             | Pd            | M              | B              | Pd             | M     | B     | Pd    |
| --------------------- | --------------------- | --------------------- | -------------- | -------------- | -------------- | ------------- | ------------- | ------------- | -------------- | -------------- | -------------- | ----- | ----- | ----- |
| 2022-2023             | Maroc                 | Coupe du monde 2022   | 1              | 0              | 0              | 1             | 0             | 0             | 2              | 0              | 0              | 4     | 0     | 0     |
| Total sur la carrière | Total sur la carrière | Total sur la carrière | 1              | 0              | 0              | 1             | 0             | 0             | 2              | 0              | 0              | 4     | 0     | 0     |

### En sélection belge
Le tableau suivant liste les rencontres de l'équipe de Belgique des catégories des jeunes dans lesquelles Anass Zaroury a été sélectionné du 8 octobre 2021 au 26 septembre 2022.
| Catégorie        | Date              | Lieu             | Adversaire | Résultat | Minutes | Compétition                          | Buts | Passes | Capitaine | Club          |
| ---------------- | ----------------- | ---------------- | ---------- | -------- | ------- | ------------------------------------ | ---- | ------ | --------- | ------------- |
| Belgique espoirs | 8 octobre 2021    | Stade Den Dreef  | Kazakhstan | 2 – 0    | 22 min  | Éliminatoires de l'Euro espoirs 2021 | 0    | 0      | Non       | RSC Charleroi |
| Belgique espoirs | 12 octobre 2021   | Stade Den Dreef  | Danemark   | 1 – 0    | 29 min  | Éliminatoires de l'Euro espoirs 2021 | 0    | 0      | Non       | RSC Charleroi |
| Belgique espoirs | 12 novembre 2021  | Stade Den Dreef  | Turquie    | 2 – 0    | 14 min  | Éliminatoires de l'Euro espoirs 2021 | 0    | 0      | Non       | RSC Charleroi |
| Belgique espoirs | 16 novembre 2021  | Tannadice Park   | Écosse     | 0 – 2    | 1 min   | Éliminatoires de l'Euro espoirs 2021 | 0    | 0      | Non       | RSC Charleroi |
| Belgique espoirs | 5 juin 2022       | Stayen           | Écosse     | 0 – 0    | 82 min  | Éliminatoires de l'Euro espoirs 2021 | 0    | 0      | Non       | RSC Charleroi |
| Belgique espoirs | 23 septembre 2022 | Stade Den Dreef  | Pays-Bas   | 1 – 2    | 20 min  | Match amical                         | 0    | 0      | Non       | Burnley FC    |
| Belgique espoirs | 26 septembre 2022 | Stade du Hainaut | France     | 2 – 2    | 71 min  | Match amical                         | 0    | 1      | Non       | Burnley FC    |

## Palmarès
Le 25 avril 2023, Zaroury remporte son premier prix en étant officiellement sacré champion de la Championship et est ainsi promu en Premier League,.
| Burnley FC (1)                         |
| -------------------------------------- |
| - Championship - Champion : 2022-2023. |

## Décorations
- Officier de l'ordre du Trône — Le 20 décembre 2022, il est décoré officier de l'ordre du Wissam al-Arch[92] — ordre du Trône[93] — par le roi Mohammed VI au Palais royal de Rabat[92].

### Documentaires et interviews
- [vidéo] (ar) Série télévisée Dreamers diffusé en exclusivité sur Arryadia à partir du 6 juin 2023[94]